# Pétroglyphes de Konkan
Les pétroglyphes de Konkan (ou glyphes de Ratnagiri) sont un ensemble de gravures sur pierre découvertes dans la région de la côte de Konkan, principalement dans les districts de Sindhudurg et Ratnagiri de l’état de Maharashtra, en Inde.

## Sindhudurg
Une première série de glyphes est découverte dans le district de Sindhudurg par Satish Lalit en mai 2012 : une soixantaine de figures réparties sur une surface de 1 800 m2. Parmi les motifs, des chercheurs ont identifié des représentations d’une déesse mère, d’oiseaux et d’animaux. Ces gravures sont datées du Xe au VIIIe millénaire av. J.-C. et sont jugées remarquables par des historiens comme Sundara Adiga pour leur beauté et leur variété. Ce sont les premiers glyphes identifiés en Inde sur un plateau de latérite.

## Ratnagiri
Deux ingénieurs et randonneurs, Sudhir Risbood et Manoj Marathe, recensent dans un premier temps dans la région de Ratnagiri une centaine de motifs répartis sur dix nouveaux sites ; l’appui des autorités locales à partir de 2017 leur permet ensuite d’identifier 17 sites supplémentaires et de dépasser les 200 glyphes au total. Leur démarche repose sur les connaissances des habitants, notamment en demandant aux écoliers d’interroger leurs grands-parents pour identifier des sites.
Les figures retrouvées comprennent un éléphant de 15 m de haut dont les contours regroupent des animaux plus petits, des motifs abstraits et des symboles de fertilité. En l’absence de dépiction d’activités sédentaires comme des cultures ou des récoltes, les représentations zoomorphes pourraient indiquer que ces glyphes ont été gravés par des groupes de chasseurs-cueilleurs. Cependant, des dessins d’hippopotames et de rhinocéros intriguent les spécialistes, car l’Inde ne fait pas partie des zones habitées par ces animaux actuellement.
Les gravures observées sont plus anciennes que les premiers éléments historiques trouvés dans l’état de Maharashtra (remontant au IIIe millénaire av. J.-C.), ce qui pourrait permettre aux archéologues et historiens de mieux comprendre l’histoire de la région.

## Préservation
Certains glyphes sont situés dans des zones d’exploitation de la latérite, utilisée comme pierre de construction. Pour les protéger, des murets ont été construits autour des motifs gravés, tandis qu’un travail de recensement et de documentation est en cours.
En 2018, le gouvernement de l’état du Maharashtra a mis à disposition 240 millions de roupies (soit 3,3 millions de dollars) pour l’étude des glyphes. Des aménagements touristiques sont également en cours de réflexion.